# Monolepta munroi
Monolepta munroi is een keversoort uit de familie bladkevers (Chrysomelidae). De wetenschappelijke naam van de soort werd in 1931 gepubliceerd door Gilbert Ernest Bryant.